# Fosse supra-épineuse
La fosse supra-épineuse (ou fosse sus-épineuse) est la zone de la face postérieure de la scapula située au-dessus de l'épine de la scapula.

## Description
La fosse supra-épineuse est une surface lisse triangulaire à sommet externe.
Elle est délimitée en bas par l'épine de la scapula, latéralement par l'acromion et en haut par l'angle supérieur de la scapula.
Ses deux tiers médians est la zone d'origine du muscle supra-épineux.
Vers l'angle supérieur, s'insère le muscle élévateur de la scapula.

## Rapport
Au niveau de la fosse supra-épineuse, passent l'artère et le nerf supra-scapulaire.

## Aspect clinique
Le creusement dans la région sus-épineuse et sous-épineuse peut être le signe d'une rupture de la coiffe des rotateurs.
Cet amaigrissement peut aussi être causé par un kyste supraglénoïdal comprimant le nerf supra-scapulaire.